# Mramor (Palilula)
Pour les articles homonymes, voir Mramor.
Mramor (en serbe cyrillique : Мрамор) est un village de Serbie situé dans la municipalité de Palilula et sur le territoire de la ville de Niš, district de Nišava. Au recensement de 2011, il comptait 640 habitants.

## Démographie

### Évolution historique de la population
| 1948 | 1953 | 1961 | 1971 | 1981 | 1991 | 2002 | 2011 |
| ---- | ---- | ---- | ---- | ---- | ---- | ---- | ---- |
| 585  | 586  | 587  | 592  | 614  | 683  | 725  | 640  |

|  |